# Epfenbach
Epfenbach è un comune tedesco di 2 517 abitanti, situato nel land del Baden-Württemberg.

## Storia
Il villaggio viene menzionato per la prima volta in un documento del 1286 con il nome di Epphinbach, in un atto di donazione di Reinholdt von Ladenburg e di sua moglie Lioba, in cui i due lasciano in eredità all'Abbazia di Schönau i loro beni. Nel 1325, l'arcivescovado di Magonza acquistò la signoria locale, che aveva già dato in pegno al cavaliere Engelhard von Hirschhorn per 400 sterline Heller nel 1344. Nei secoli successivi, la signoria del villaggio passò di mano diverse volte. Il più antico municipio di Epfenbach è documentato già nel 1350. Nel 1380, Epfenbach passò sotto la sovranità del Palatinato Elettorale e appartenne al centro di Stüber.
Nel 1496 sorse una disputa con il monastero di Lobenfeld. La badessa del monastero si rifiutò di pagare la ristrutturazione della torre dell'antica chiesa di San Giovanni, anche se sarebbe stata obbligata a farlo.
Lo scoppio della Guerra dei Trent'anni portò tempi duri per Epfenbach e per l'intera regione del Kraichgau. Nel 1622 le truppe del conte Tilly misero a ferro e fuoco il villaggio e nel 1643 400 cavalieri lorenesi assediarono la chiesa di San Giovanni a Epfenbach. Secondo la tradizione, il sindaco dell'epoca, Hanß Dengel, fu colpito alla testa durante l'assedio. Alla fine della guerra, nel villaggio vivevano ancora 15 sudditi rispetto ai 72 precedenti. Le truppe francesi saccheggiarono il villaggio nel 1799. Nel 1812, anche i cittadini di Epfenbach parteciparono alla campagna di Russia di Napoleone, almeno un certo Chr. Zapf tornò vivo.
Im Zuge der baden-württembergischen Kreisreform wurde 1973 der Landkreis Sinsheim aufgelöst und die Gemeinde dem neugebildeten Rhein-Neckar-Kreis angegliedert. Epfenbach schloss sich dem Gemeindeverwaltungsverband Waibstadt an. Das Wachstum der Gemeinde war begleitet von Infrastrukturmaßnahmen wie dem Bau der Grund- und Hauptschule, einer Sportanlage und einer Schwimmhalle. 2005 wurden erstmals mehr als 2500 Einwohner in Epfenbach gezählt.

## Sindaco
L'amministrazione è guidata dal sindaco, eletto con voto diretto per un mandato di otto anni. Alle elezioni del 26 marzo 2023, Pascal Wasow (SPD) è stato eletto sindaco con il 60,1% dei voti. È entrato in carica il 6 maggio 2023.
- 1991–2007: Meinhard Seel (Freie Wähler)
- 2007–2023: Joachim Bösenecker (CDU)
- dal 2023: Pascal Wasow (SPD)

## Istruzione
A Epfenbach ha sede la Scuola Merian, una scuola primaria e secondaria inferiore con una Werkrealschule. Dall'anno scolastico 2007/08, anche i bambini con varie disabilità ricevono un insegnamento integrato. A partire dall'anno scolastico 2010/11, l'ex scuola sarà gestita come un nuovo tipo di scuola primaria e secondaria con una succursale nel vicino comune di Eschelbronn. Le scuole secondarie si trovano a Waibstadt, Neckarbischofsheim e Sinsheim. Per i più piccoli sono presenti un asilo cattolico e uno protestante. Il programma educativo è completato dalla biblioteca comunale e 32 associazioni locali.

### I musei
Il museo di storia locale Epfenbach, allestito nell'ex fattoria Fronhof di Lobbach, espone l'arredamento di una casa rurale del 1850 circa, la biancheria e gli attrezzi dei contadini e degli artigiani locali e altri oggetti d'arredo. Il museo si trova in un'esemplare casa a graticcio restaurata, un ex Fronhof monastico risalente al 1718.

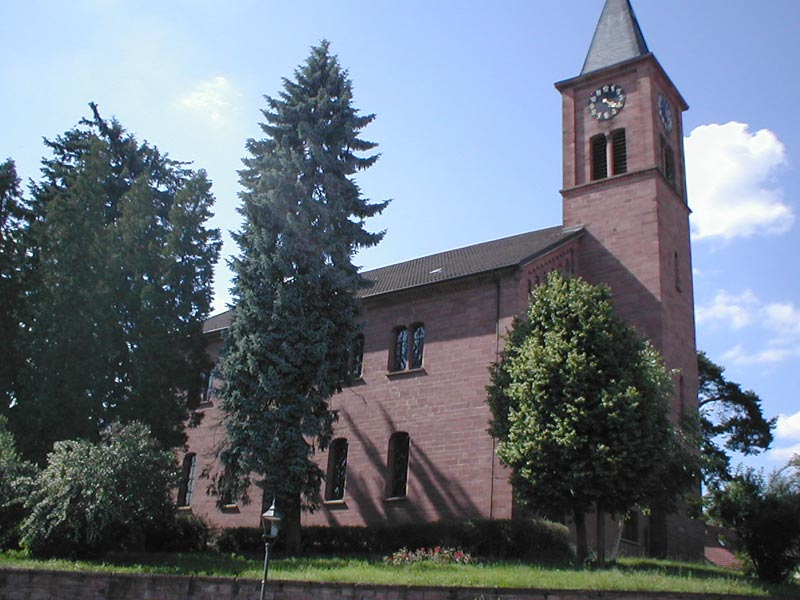
Chiesa protestante
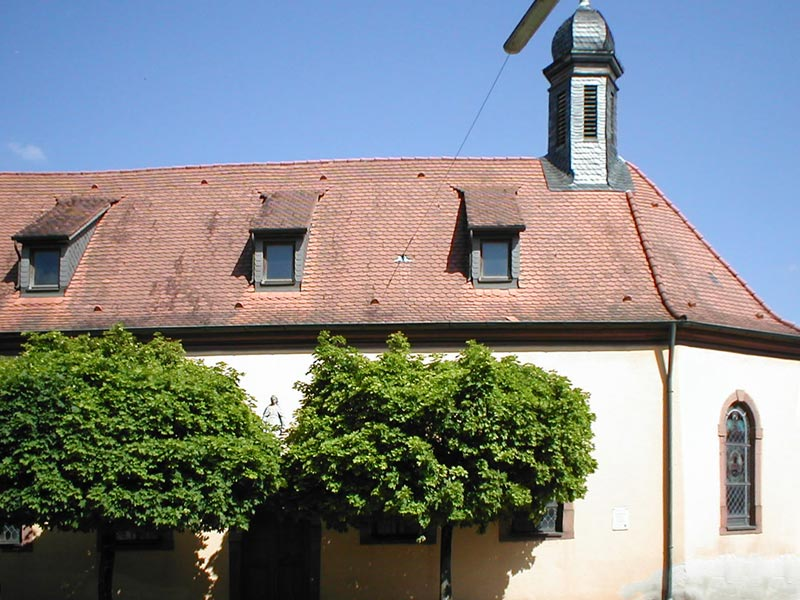
Chiesa cattolica vecchia, 1742
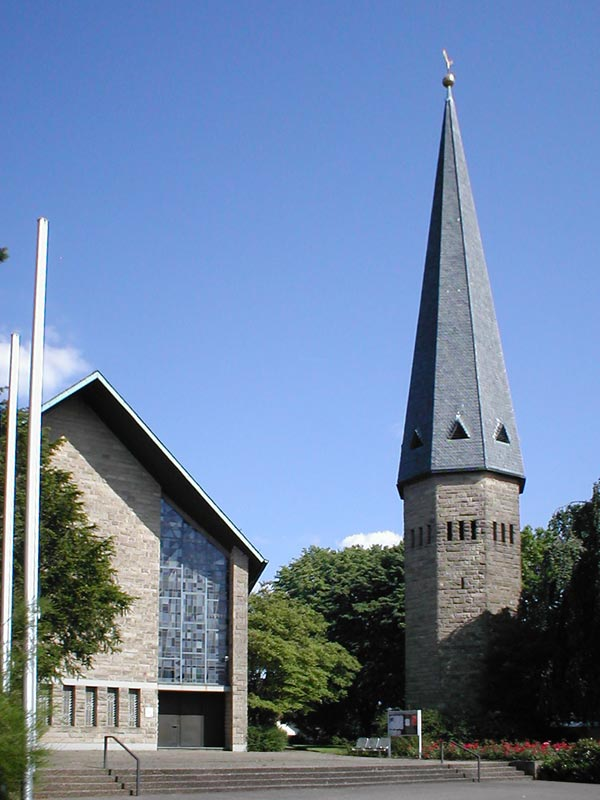
Chiesa Giovanni
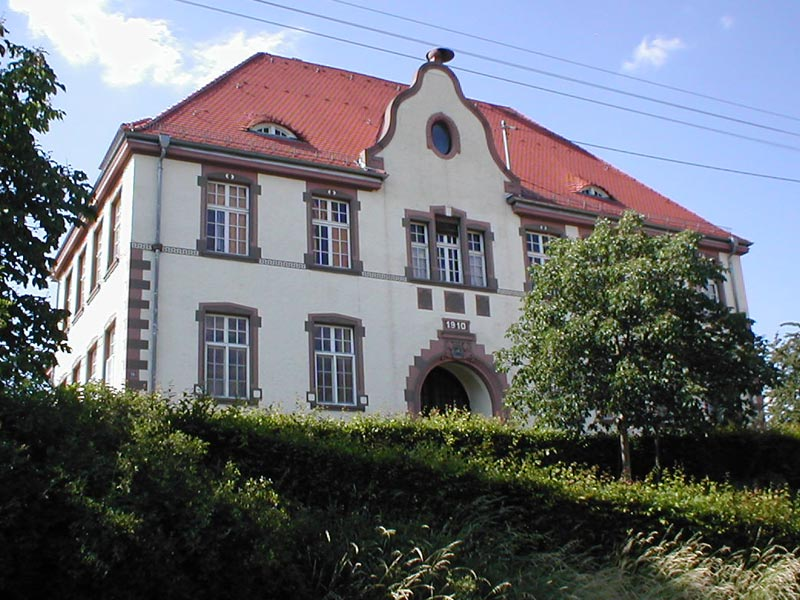
Scuola vecchia
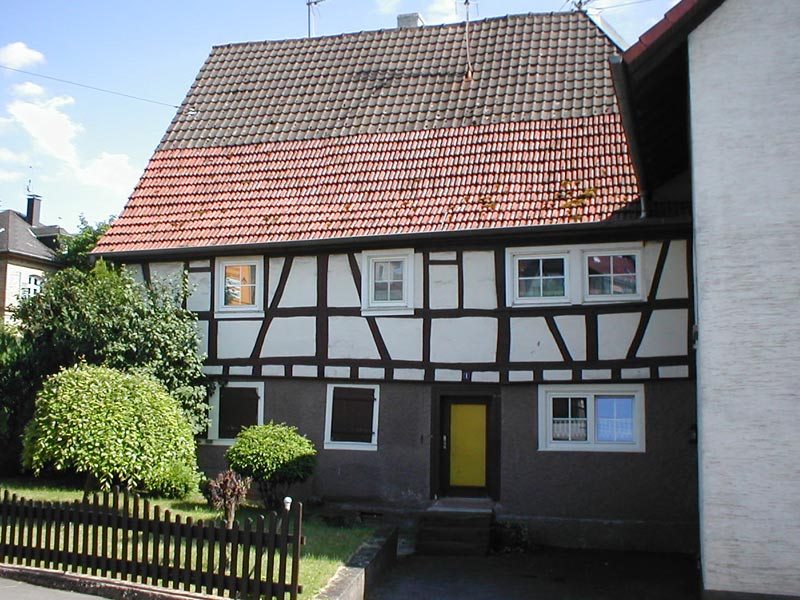
Casa
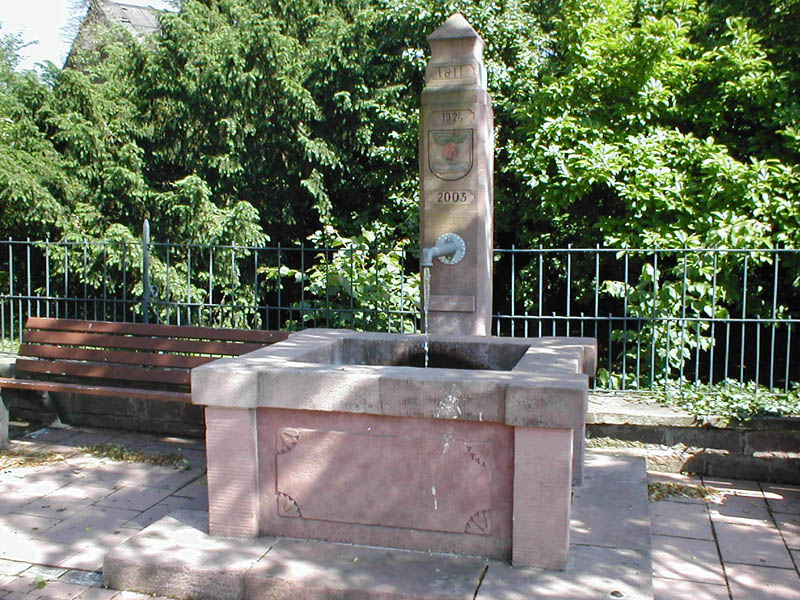
pozzo, 1811
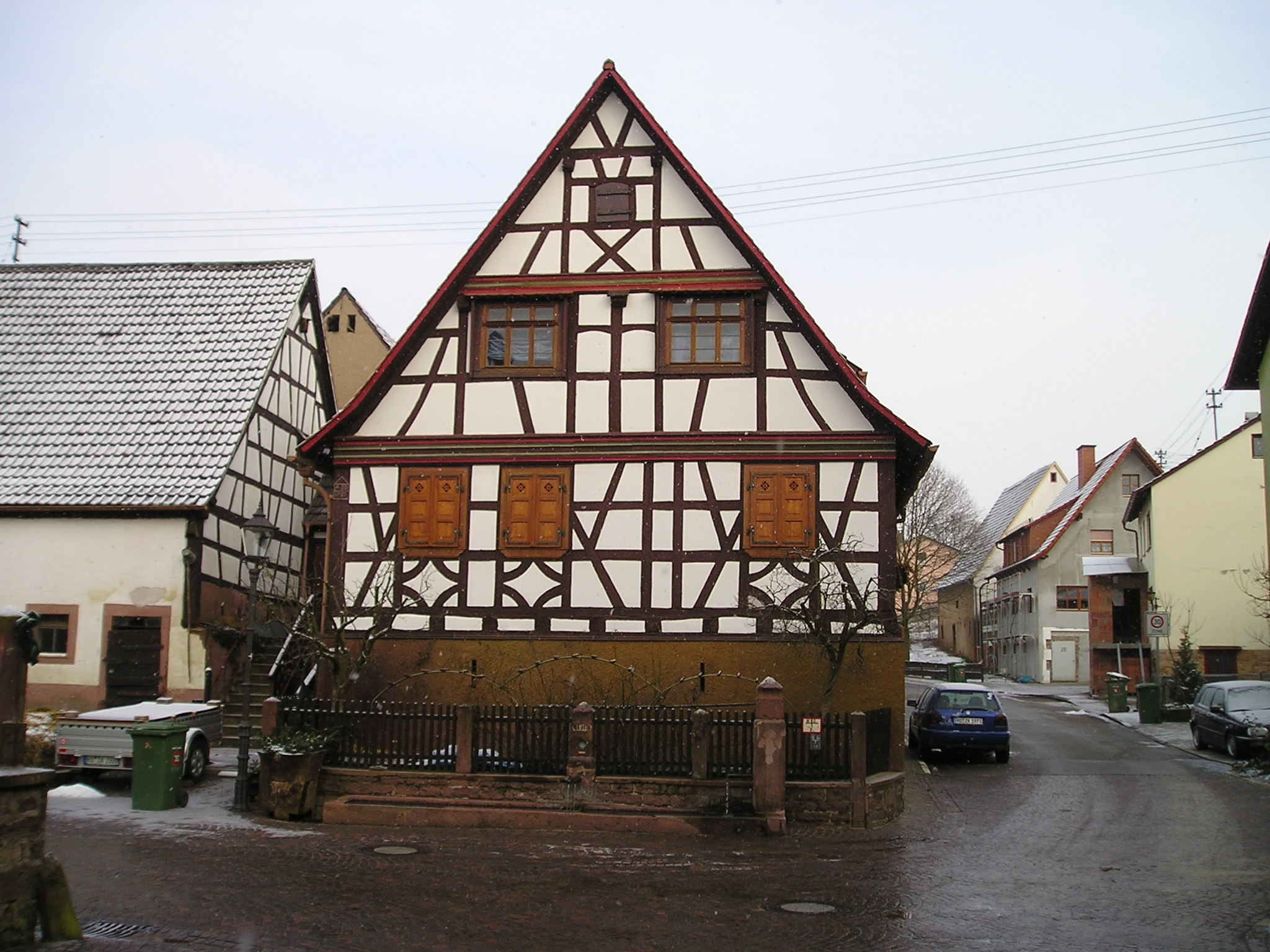
Fachwerkhaus